# 韋斯特堡鎮區 (愛荷華州布坎南縣)
韋斯特堡鎮區（英語：Westburg Township）是位於美國愛荷華州布坎南縣的一個行政鎮區。

## 地方資料
根據2010年美國人口普查的數據，韋斯特堡鎮區的面積為88.13平方千米，當中陸地面積為88.13平方千米，而水域面積為0.00平方千米。當地共有人口513人，而人口密度為每平方千米5.82人。